# اسکای‌لون

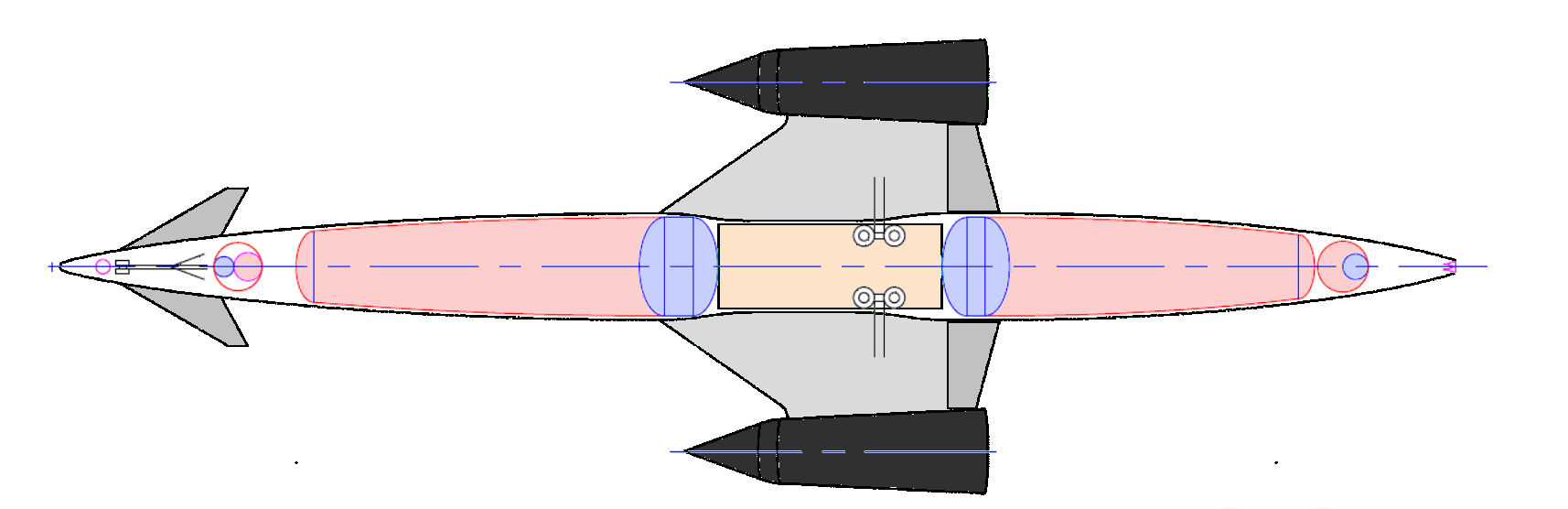
نمودار رنگی بخش‌های داخلی اسکای‌لون، مناطق اختصاص‌داده‌شده برای ذخیره هیدروژن (قرمز)، اکسیژن (آبی) و محموله (زرد) است. - ۲۰۱۵

در دانش هوا فضا اسکای‌لون یک طرح از شرکت انحصاری راکشن انجینز است. این کشتی‌فضایی‌یِ بدون سرنشین قادر است با استفاده از یک موتور جت در یک مرحله خود را در مدار قرار دهد. ساخت چندین فروند از اسکای‌لون که هر یک قادر به انجام ۲۰۰ سفر است، پیش‌بینی شده‌است. هزینهٔ کل پروژه در بازهٔ ۱۲ میلیارد دلار آمریکا برآورد شده است.
اسکای‌لون یک پرنده‌یِ هیدروژن سوز است که از یک باند هواپیمای معمولی پرواز می‌کند. برتری این وسیله به دیگر کشتی‌های فضایی این است که تا رسیدن به شتاب ۵٫۴ ماخ در ۲۶ کیلومتری سطح دریا از اکسیژن موجود در جو زمین و سپس از ذخیره اکسیژن مایعش برای سوزاندن هیدروژن و رسیدن به مدار استفاده می‌کند.